# Psidium pulverulentum
Psidium pulverulentum là một loài thực vật có hoa trong Họ Đào kim nương. Loài này được Krug & Urb. miêu tả khoa học đầu tiên năm 1894.